# Долик Любов Юріївна
Любо́в Ю́ріївна До́лик (нар. 2 березня 1965, Старий Самбір) — українська поетеса, перекладачка, авторка оповідань, волонтерка російсько-української війни. Членкиня Національної спілки письменників України.

## Біографія
Любов Долик народилася у родині друкарів Юрія Ковальчука (1929—1998) і Катерини Ковальчук (до шлюбу Наконечна, нар. 1936), що працювали у Старосамбірській районній друкарні. У 1972—1982 роках навчалася в Старосамбірській середній школі, директором якої тоді був Михайло Рашкевич. Люба була відмінницею, завдяки класній керівниці Яніні Ткачук приділяла особливу увагу математиці й перемагала на шкільних та районних олімпіадах, а у шостому класі стала призеркою обласної математичної олімпіади. Закінчивши школу із золотою медаллю, 1982 року вступила на електрофізичний факультет (спеціальність — прикладна математика) Львівського політехнічного інституту, який закінчила у 1987 році.
З серпня по жовтень 1987 року працювала технологинею на Хирівському заводі «Меридіан», куди була скерована за державним розподілом. У листопаді 1987 року оформила перевід на Львівське ВО «Полярон». У вересні 1993 року, коли на «Поляроні» почалися затримки з виплатами заробітної плати, влаштувалася на роботу спеціалісткою І категорії у відділі програмного супроводу Центру нарахуванню та виплати пенсій. Після того, як Центр передано в підпорядкування Головного управління Пенсійного фонду України у Львівській області, Любов Долик працює на тому ж робочому місці, а 2005 року стала начальницею цього відділу.
З 2014 року активна волонтерка російсько-української війни. 
З 1982 року Любов Долик мешкає у Львові. Має сестру — Галину Бакрову (нар. 1958). Одружена. Чоловік — Валерій Долик (нар. 1959), донька — Вікторія (нар. 1988).

## Творчість
Першого вірша — «Переспіви Мавки» — Любов Долик написала у 1980 році, під впливом почутого на уроці літератури твору «Лісова пісня» Лесі Українки. У вересні того ж року опублікувала свої вірші в районній газеті «Радянське Прикарпаття». Відтоді довгий час писала «в шухляду», вважаючи, що її твори недосконалі й не варті уваги. У 1999 році познайомилася з поетесою Марією Людкевич, яка дала Любові Долик майстер-клас в поезії і стала літературною редакторкою її першої збірки поезії «Недозволена розкіш», яка вийшла у світ 2000 року.
Друкувалася у виданнях «Прикарпаття», «Літературний Львів», «Дзвін», «Пектораль», «Київська Русь», «Слово Просвіти», «Форум», «Ірпінські поетичні зустрічі» та інших, постійно співпрацює з львівською газетою «Життя», видала п'ять збірок поезій: «Недозволена розкіш», «Біла квітка. Чорне коло», «Перша заповідь трави», «…І прирікаю тобі любов», «Фотографії снів».
У 2005 році Любов Долик вступила в Національну спілку письменників України. Влітку того ж року взяла участь у літературному конкурсі на фестивалі «Бойківські фестини». У 2005—2007 роках вона здобула один диплом першого ступеня і два — другого ступеня відповідно на дев'ятому, десятому та одинадцятому конкурсі імені Мирона Утриска в Турці.
У жовтні 2008 року поетеса відвідала Сигітський поетичний фестиваль імені Нікіти Стенеску (Румунія), де познайомилася з угорським поетом Ароном Ґаалом і вирішила спробувати свої сили у перекладацтві. З допомогою цього поета Любов Долик перекладає з угорської. У 2009 році вийшла книжка «У долі твоїй подряпина». Це 33 поезії Арона Ґаала, передані українською і російською мовами.
З 2006 року Любов Долик публікує твори на літературних сайтах в Інтернеті: «Анумо знову віршувать», «Гоголівська академія», «Поетичні майстерні», згодом — у фейсбуці. У липні 2011-го стала учасницею Уманського літературного фестивалю, який зібрав авторів з літературного сайту «Поетичні майстерні». У лютому 2012 року була на зустрічі поетів у ірпінському Будинку творчості НСПУ, де відбувся літературний форум.
З 2011 року Любов Долик пише оповідання, які були опубліковані в Інтернеті та на сторінках газети «Життя».
Як учасниця Львівського жіночого літературного клубу стала авторкою оповідань у серії збірок малої прози про Львів (в-во КСД) «Львів. Кава. Любов», «Львів. Смаколики. Різдво», «Львів. Вишні. Дощі», «Львів. Пані. Панянки», «Львів. Шоколад. Кам'яниці», «Львів. Спогади. Кохання», «Львів. Пристрасті. Таємниці». Оповідання Любові Долик опубліковано також у збірці «Мить краси і небо серця» (КМ-БУКС, 2016).
Як учасниця громадського об'єднання «Книжкова толока імені Люби Хомчак», об'їздила Україну з літературними презентаціями на літературних фестивалях та книжкових толоках (Умань, Вишгород, Кременчук, Черкаси, Запоріжжя, Полтава, Слов'янськ, Краматорськ, Сватове, Верховина, Ужгород, Харків, Миколаїв, Золочів, Червоноград, Моршин). 2019 року побувала у Празі, Відні, Римі, Флоренції, Венеції та Любляні.

## Критика творчості
"Отже, насамперед треба підкреслити, що Любов Долик творить свій власний словесний світ уміло, щиро, відверто, вишукано, оригінально. Поетеса не тільки користується формами класичними, але вміє і тонко виходити на власні дотепні знахідки в поетиці. Якої б теми не торкнулася, то все — по-своєму вдало, свіжо. Навіть у вірші про президента — як тут не впасти в тривіальну декларативність?! — а ні! — Люба Долик і тут поезії не зраджує. Чи ж не славно сказано в кінці цього вірша:
Хай Президентом стане кожен
В душі, у совісті своїй!!!
«Кожна поезія Любові Долик із розділу інтимної лірики «Теорія неймовірності» теж випромінює своє світло: то яскравий спалах, то сумовитий, інколи аж тривожний відблиск, а усе це в сукупності й творить дивосвіт, якусь калейдоскопічність спонтанних порухів жіночої душі. Інколи мені здавалося, що коли творить свої поезії Любов Долик, то душа її перетворюється на скрипку із туго натягнутими ніжними струнами, і аж навіть лячно необережно торкатися їх, щоб вони, бува, не порвалися…
Це елегійні роздуми про наше буття, призначення людини у цьому світі, вагомість її слова і діла… Але що найважливіше — це щирий і вдумливий апофеоз життю, природі, а передусім — Творцеві. Над усіма нашими гараздами і негараздами Любов Долик бачить волю Господа, часто звертається до Нього, її поезії можна назвати творами глибоко віруючої людини, проте без надмірного надриву, екзальтації, а із чулим серцем, сповненим лагідної і вдячної Віри, Надії й Любові до Всевишнього. Це її кредо, ті вічні постулати, за якими любить, живе, творить».

## Твори

### Збірки поезії
- «Недозволена розкіш», ЛвЦНТЕІ, Львів, 2000, 96 с.
- «Біла квітка. Чорне коло», ЛвЦНТЕІ, Львів, 2004, 112 с.
- «Перша заповідь трави», «Сполом», Львів, 2004, 80 с.
- «…І прирікаю тобі любов», «Камула», Львів, 2006, 128 с.
- «Фотографії снів», проект «Львівська квадрига», Львів, 2008
- «У долі твоїй подряпина», переклади творів угорського автора Арона Ґаала українською і російською мовами, «Камула», Львів, 2009, 94 с.
- «Щастя», ВК «АРС», Львів, 2013, 96 с.
- «Листи кохання», літературний переклад поезій та прозового тексту китайського художника Чжена Ґана, 2013
- «Львів. Львів'янки. Любов» (антологія жіночої короткої прози). — Львів: ЛА «Піраміда», 2014.
- «Ліки від хаосу» — К.: Український пріоритет, 2020
- «Львів. Шоколад. Кам'яниці». Х: КСД, 2020. ISBN 978-617-127-893-6 [у співавторстві]
- «Львів. Пристрасті. Таємниці». — Х: КСД, 2021. ISBN 978-617-129-024-2 [у співавторстві]
- «Псалми любові». — Тернопіль: Джура, 2025. 352 с. ISBN 978-966-185-218-0

### Оповідання
- «Грядочка»
- «Медохронал»
- «День матері»
- «Перлинове щастя»
- «Бузинове безумство»
- «Танцювальний гурток»
- «Їхати чи не їхати»
- «Катруся»
- «Прапор весняної надії»
- «Удосконалення»
- «Постноворічний пейзаж»
- «AQUAVITA»

### Інші публікації
- «Прикарпаття», народний часопис Старосамбірщини, ч. 43, 2003; ч. 2, 2005
- «Літературний Львів», видання НСПУ та Ліги творчих спілок Львівщини, ч. 6, 2004
- «Дзвін», часопис НСПУ, ч. 10, 2004; ч. 11, 2005; ч. 4, 2008; ч. 5—6, 2009; ч. 3, 2010
- «Пектораль», літ.-мист. часопис Південно-Західного Поділля і Тернопільської обл. орг. НСПУ, № 1—2, 2008
- «Київська Русь», ч. 40—41, 2010
- «Слово Просвіти», видання Старосамбірського районного всеукраїнського тов. «Просвіта», ч. 91, 2006
- «Форум», періодичне незалежне видання, Рим, № 6, квітень 2006
- «Ірпінські поетичні зустрічі», альманах, видавництво «Підручники і посібники», Тернопіль, 2012, 80 с.
- «Життя», львівська газета, періодичні публікації прози і поезії.

## Нагороди і відзнаки
- Диплом І ступеня IX конкурсу імені Мирона Утриска, 2005
- Диплом ІІ ступеня X конкурсу імені Мирона Утриска, 2006
- Диплом ІІ ступеня XI конкурсу імені Мирона Утриска, 2007
- Диплом від журналу «Дзвін» імені Романа Федоріва, 2012
- Диплом Всеукраїнського літературного конкурсу імені Леся Мартовича, 2014
- Диплом Літературно-мистецької премії імені Пантелеймона Куліша, 2021 (за збірку поезій «Ліки від хаосу»)